# Ну, погоди! (выпуск 20)
Ну, погоди! (выпуск 20) — двадцатый и последний мультипликационный фильм из серии «Ну, погоди!».

## Сюжет
Действие мультфильма происходит на даче. Волк пытается поймать зайца, который громко включил музыку, мешая волку отдыхать.

## Роли озвучивали
| Актёр           | Роль |
| --------------- | ---- |
| Игорь Христенко | Волк |
| Ольга Зверева   | Заяц |

## Над фильмом работали
- авторы сценария: Феликс Камов, Александр Курляндский
- кинорежиссёр: Алексей Котёночкин
- художник-постановщик: Светлана Давыдова
- композитор: Андрей Державин
- художники-мультипликаторы: Рим Шарафутдинов, Екатерина Шабанова, Марина Шабанова, Павел Настанюк, Виктор Улитин, Татьяна Подгорская, Андрей Игнатов, Василий Шевченко, Радик Камбулатов
- звукорежиссёр: Карлон
- продюсер: Э. Бабахина

В фильме использована песня Пьера Нарцисса «Шоколадный заяц».

## Производство
В начале 2000-х годов, несмотря на прекращение существования «старого» «Союзмультфильма» в 1999 году и смерть Вячеслава Котёночкина и Аркадия Хайта в 2000 году, тема продолжения «Ну, погоди!» снова воскрешается.

Сценарист мультфильма Александр Курляндский подумал: в принципе, тема не исчерпана. Можно попытаться продолжить эту историю, предложил мне этим заняться. Я сказал, что не против. Хотя не обошлось без проблем. Многих из тех, кто работал над мультфильмом с отцом, уже нет в живых: мультипликаторов, актёров<…> Далее проблемы социальной адаптации персонажа — это хулиган конца 60-х, если менять персонаж — это уже будет не то<…> Я считал, что это будет довольно трудно, мы с Курляндским долго спорили и расстались на том, что «чего мы спорим, денег всё равно нет». Если деньги кто-то даст на это, то пожалуйста. Но он на всякий случай дал несколько интервью в прессе, на телевидении о том, что есть ещё порох в пороховницах, и теоретически мы готовы к работе. Видимо, это интервью попало на глаза тому, кому надо.— Алексей Котёночкин «"Ну, погоди!" я смотрел первым в СССР»
Студией «Кристмас Филмз», не без помощи торговой сети «Пятёрочка» и по графическим материалам Светозара Русакова, были выпущены девятнадцатый и двадцатый выпуски «Ну, погоди!» в 2005 и 2006 годах соответственно. Режиссёром стал Алексей Котёночкин, сын Вячеслава Котёночкина. Сценарий писал Александр Курляндский вместе с вернувшимся в проект Феликсом Канделем (в титрах эпизодов мультсериала — Камовым). Роль Волка озвучил Игорь Христенко. Клара Румянова была согласна работать в продолжении, однако из-за проблем с сердцем не смогла прийти. В 2004 году Румяновой не стало, и её заменила актриса Ольга Зверева.
В год выхода двадцатого выпуска Алексей Котёночкин пообещал не снимать новых серий «Ну, погоди!». Как он сам заявил: «Невозможно бесконечно плодить эти серии». При этом он оговорился: «Если и будет какое-то продолжение, то это будет совсем другое кино и другие Волк и Заяц».